# Igor Chanukowitsch Jussufow

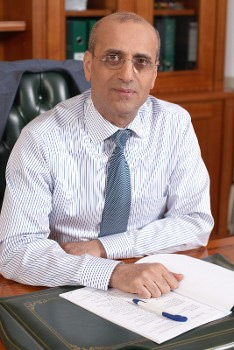
Igor Chanukowitsch Jussufow

Igor Chanukowitsch Jussufow (russisch Игорь Ханукович Юсуфов; * 12. Juni 1956 in Derbent, Dagestanische ASSR, RSFSR, UdSSR) ist ein russischer Politiker und Geschäftsmann.

## Leben
Jussufow absolvierte die Südrussische Staatliche Technische Universität (1979) und die Allrussische Akademie für Außenhandel (1991) mit Auszeichnung ab.
Er war unter anderem stellvertretender Minister für Außenwirtschaftsbeziehungen (1992–1993), Stellvertreter des Ministeriums für Industrie (1996–1997) und Erster Stellvertreter der Föderalen Agentur für staatliche Reserven (1998–2001).
Von 2001 bis 2004 bekleidete Jusufow den Posten des Energieministers von Russland. Parallel dazu war er in dieser Zeit Vorstandsmitglied der Firmengruppe Unified Energy System, Transneft, Rosneft und Gasprom (bis 2013).
Zwischen 2004 und 2011 war Jusufow Sonderbeauftragter des russischen Präsidenten für internationale Energiekooperation.
Ab 2011 tätigte er private Investitionen in Projekte zur Exploration und Förderung von Mineralien und im Bereich der erneuerbaren Energien. Zu diesem Zweck gründete er eine Stiftung namens „Energia“ (Энергия), zog sich aber im Jahr 2021 aus allen Aktivitäten zurück.
Im Jahr 2022 belegte Jusufow mit einem Vermögen von 1,1 Mrd. US-Dollar den Platz 86 in der Forbes-Rangliste der „88 russischen Milliardäre“.